# Tišnovská Nová Ves
Tišnovská Nová Ves je obec v okrese Brno-venkov v Jihomoravském kraji. Rozkládá se v Křižanovské vrchovině, přibližně 10 kilometrů severozápadně od Tišnova. Žije zde 103 obyvatel.

## Historie
První písemná zmínka o obci pochází z roku 1358.
K 1. lednu 2005 byla obec Tišnovská Nová Ves společně s dalšími 23 obcemi převedena z okresu Žďár nad Sázavou (Kraj Vysočina) do okresu Brno-venkov (Jihomoravský kraj).

## Obyvatelstvo
| Rok            | 1869 | 1880 | 1890 | 1900 | 1910 | 1921 | 1930 | 1950 | 1961 | 1970 | 1980 | 1991 | 2001 | 2011 | 2021 |
| -------------- | ---- | ---- | ---- | ---- | ---- | ---- | ---- | ---- | ---- | ---- | ---- | ---- | ---- | ---- | ---- |
| Počet obyvatel | 210  | 235  | 241  | 218  | 193  | 230  | 201  | 137  | 114  | 100  | 90   | 72   | 70   | 69   | 101  |
| Počet domů     | 28   | 30   | 30   | 30   | 32   | 34   | 36   | 38   | 30   | 29   | 26   | 27   | 36   | 38   | 46   |

Vývoj počtu obyvatel

## Pamětihodnosti
- kaple Nanebevzetí Panny Marie